# キントラノオ科

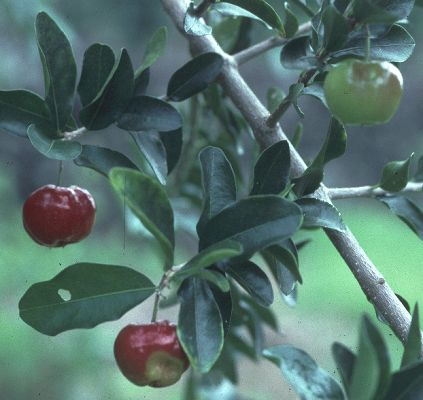
Malpighia glabra（バルバドスサクラ、アセロラ）

キントラノオ科（キントラノオか、Malpigiaceae）は、双子葉植物の科の一つで、アメリカの新熱帯区を中心に世界の熱帯、亜熱帯に分布する。日本には3属3種（ホザキサルノオ、ササキカズラ、コウシュンカズラ）のみ自生。観賞用に栽培されるキントラノオなどを含み、およそ65-70属1100-1300種がある。

## 分類

### APG植物分類体系
分子系統学によるAPG植物分類体系ではキントラノオ目のタイプ科としている。
- 被子植物 Angiosperm
  - 真正双子葉植物 Eudicots
    - コア双子葉植物 Core Eudicots
      - バラ類 Rosids
        - 真正バラ類 I Eurosids I
          - キントラノオ目 Malpighiales
            - キントラノオ科 Malpighiaceae

### クロンキスト体系
クロンキスト体系ではヒメハギ目に含める。
- 被子植物門 Magnoliophyta
  - 双子葉植物綱 Magnoliopsida
    - バラ亜綱 Rosidae
      - ヒメハギ目 Polygalales
        - キントラノオ科 Malpighiaceae

### 下位分類
65-70属がある。65属とするWatson and Dallwitzによれば、次の通り。
| - Acmanthera - Acridocarpus（アクリドカルプス属） - アクリドカルプス・ナタリティウス（A. natalitius） - Adelphia - Aenigmatanthera - Alicia - Amorimia - Aspicarpa - Aspidopterys - Banisteriopsis（バニステリオプシス属） - バニステリオプシス・カアピ（B. caapi; シノニム: B. inebrians バニステリオプシス・イネブリアンス） - Barnebya - Blepharandra - Brachylophon - Bronwenia - Bunchosia - ブンチョシア（B. armeniaca） - Burdachia - Byrsonima - ナンセ nance（B. crassifolia） - セレーテ serrete（B. spicata） - Calcicola - Callaeum - C. antifebrile（シノニム: Mascagnia psilophylla var. antifebrilis） - Camarea | - Carolus - Caucanthus - Christianella - C. glandulifera - Coleostachys - Cordobia - Cottsia - Diacidia - Dicella - Digoniopterys - Dinemagonum - Dinemandra - Diplopterys（ディプロプテリス属） - ディプロプテリス・カブレラナ（D. cabrerana） - D. longialata（シノニム: Banisteriopsis rusbyana バニステリオプシス・ルスビアナ） - Echinopterys - Ectopopterys - Excentradenia - Flabellaria - Flabellariopsis - Gallardoa - Galphimia - キントラノオ（G. glauca あるいは G. gracilis） | - Gaudichaudia - Glandonia - Heladena - Henleophytum - Heteropterys - Hiptage - ウスバサルノオ（H. benghalensis あるいは H. leptophylla; 別名: ホザキサルノオ） - Hiraea - Janusia - Jubelina - Lasiocarpus - Lophanthera - Lophopterys - Madagasikaria - Malpighia（マルピギア属/ヒイラギトラノオ属） - M. coccigera（ヒイラギトラノオ） - M. glabra（バルバドスザクラ;〔プエルトリコで〕acerola） - Malpighiodes - Mascagnia - Mcvaughia - Mezia - Microsteira | - Mionandra - Niedenzuella - Peixotoa - Philgamia - Psychopterys - Pterandra - Ptilochaeta - Rhynchophora - Spachea - ゴールデンチェーンツリー（S. lactescens） - Sphedamnocarpus - Stigmaphyllon（ツルキントラノオ属） - ツルキントラノオ（S. ciliatum） - Tetrapterys（テトラプテリス属） - テトラプテリス・メティスティカ（T. methystica） - テトラプテリス・ムクロナタ（T. mucronata） - Thryallis - Triaspis - Tricomaria - Triopterys - Tristellateia（コウシュンカズラ属） - コウシュンカズラ（T. australasiae） - Verrucularia |

米倉・梶田 (2003-) はササキカズラの和名を持つ種として Ryssopterys timoriensis とそのシノニム R. delalbata も紹介しているが、Hassler (2019) は両者をシノニムの関係にあるとは認めておらず、前者を Stigmaphyllon timoriense の、後者を Stigmaphyllon dealbatum のシノニムとして扱っている。

## 利用
日本ではキントラノオほか数種が栽培されるほか、ヒイラギトラノオ属のアセロラの果実が飲料に加工される。また、バニステリオプシス・カアピ（カーピ）やディプロプテリス・カブレラナなどは南アメリカ先住民の幻覚剤アヤワスカの原料となる。